# Bradypneu
Bradypneu of oligopneu is een vertraagde ademhalingsfrequentie waarbij vaak dieper wordt ingeademd (bathypneu). Dit komt vaak voor bij uremie, diabetische coma, medicijn- of alcoholvergiftiging en intracraniale hypertensie. Het komt ook voor bij acute ademhalingsaandoeningen (astma).